# St. Bartholomäus (Weitersweiler)
St. Bartholomäus ist eine römisch-katholische Kirche in Weitersweiler und neben der gleichnamigen Kapelle eines von zwei Gotteshäusern in der Gemeinde. Sie steht unter Denkmalschutz.

## Lage
Die Kirche befindet sich in der örtlichen Hauptstraße. Sie gilt als „ortsbildprägend“.

## Kirchengeschichte von Weitersweiler
Ursprünglich von Kirchheimbolanden aus betreut, gehörte Weitersweiler ab 1698 zur Pfarrei Dreisen. Nachdem die Kirche in Dreisen 1707 als ganze den Reformierten zugeschlagen wurde, wurde der katholische Pfarrer vertrieben und die Pfarrei von Dreisen nach Weitersweiler verlegt. Die in Weitersweiler ansässige Pfarrei St. Bartholomäus war zuletzt zusätzlich für Bennhausen, Jakobsweiler und Standenbühl zuständig. 
Nachdem die vorherige gleichnamige Kirche Mitte des 19. Jahrhunderts beschädigt und zu weiten Teilen abgerissen wurde, wurde die gegenwärtige Kirche von 1876 bis 1880 vom Architekten Max von Siebert gebaut.
Seit 1. Januar 2016 fungiert die Kirche als Filiale der Pfarrei Hl. Philipp der Einsiedler, die ihren Sitz in Göllheim hat. In ihr finden regelmäßig auch protestantische Gottesdienste statt.

## Architektur
Bei der Kirche handelt es sich um einen stattlichen spätklassizistischen Saalbau.